# غريغوري كيلي (متزلج فني)
غريغوري كيلي (بالإنجليزية: Gregory Kelley)‏ هو متزلج فني أمريكي، ولد في 19 مايو 1944 في نيوتن في الولايات المتحدة، وتوفي في 15 فبراير 1961 في بروكسل في بلجيكا.